# Österreichisch-Französischer Geheimvertrag

Der Deutsche Bund, der nach dem Krieg 1866 aufgelöst wurde, mit Österreich (orange) und Preußen (blau)

Der Österreichisch-Französische Geheimvertrag vom 12. Juni 1866 bezog sich auf den Fall, dass es im Deutschen Bund zu einem Krieg zwischen Österreich und Preußen kommen würde. Frankreich unter Napoleon III. sicherte Österreich die Neutralität zu, während Österreich Zusagen machte, die sich auf die Neuordnung des Deutschen Bundes bezogen. Dabei stellte Österreich in Aussicht, dass aus dem preußischen Rheinland ein indirekt unter französischer Vorherrschaft stehender neuer Mitgliedsstaat gebildet werde.
Ein wichtiger Verhandlungspunkt war die Zukunft von Venetien mit der Hauptstadt Venedig. Das italienischsprachige Gebiet wurde von Österreich regiert. Das Königreich Italien trachtete danach, das Gebiet zu erwerben und damit der italienischen Einheit näher zu kommen. Österreich musste einsehen, dass es angesichts der internationalen Lage kaum möglich sein würde, Venetien zu behalten. Im Geheimvertrag vereinbarte es daher die Übertragung Venetiens an Frankreich.
Im kurz darauf ausbrechenden Deutschen Krieg erlitt das siegessichere Österreich eine Niederlage. Die Bestimmungen der Abmachung wurden daher bedeutungslos. Mit diesem Geheimvertrag hatte Österreich die Bundesverfassungsgesetze des Deutschen Bundes verletzt, ebenso wie Preußen durch seinen Allianzvertrag mit Italien.

## Vorgeschichte
Im Laufe des Jahres spitzten sich zwei Krisen im Deutschen Bund zu: die Frage einer Bundesreform und die Schleswig-Holstein-Frage. Nach dem Deutsch-Dänischen Krieg 1864 hatten Österreich und Preußen gemeinsam die Herrschaft über Schleswig und Holstein erhalten. Im Streit um die Zukunft dieser beiden „Elbherzogtümer“ kam es dazu, dass preußische Truppen in das österreichisch kontrollierte Holstein einmarschierten. Österreich beantragte daher am 14. Juni im Bundestag die Mobilmachung des Bundesheeres.

Nach der Gründung des Königreichs Italien waren zwei größere Gebiete außen vor geblieben: das von Österreich beherrschte Venetien (grün) und das von französischen Truppen geschützte päpstliche Rom, der Kirchenstaat (lila).

Ein Krieg hätte im Vorfeld abgewendet werden können, wenn Preußen seinen italienischen Bündnispartner verloren hätte. Dazu hätte Österreich Venetien freiwillig an Italien abtreten müssen, wozu es bereits von Großbritannien ermuntert worden war. Der österreichische Außenminister Alexander von Mensdorff-Pouilly erklärte im Mai 1866 gegenüber der französischen Regierung:
- Kommt es zum Krieg, überträgt Österreich Venetien an Frankreich. Frankreich könne es an Italien weitergeben. Allerdings müsse Italien eine finanzielle Entschädigung an Österreich zahlen, für die Festungswerke in Venetien. Mit diesem Geld würde Österreich die neue Grenze befestigen.
- Italien müsse den früheren Kirchenstaat wiederherstellen und die (habsburgischen) Fürsten von Modena und der Toskana entweder in ihre alten Reiche einsetzen oder für sie neue Reiche in Venetien schaffen. Ansonsten solle eventuell der König von Neapel zurückkehren.
- Ferner verlangte Österreich für sich die preußische Provinz Schlesien. Dafür könne Preußen Land im übrigen Norddeutschland annektieren.
- Im Gegenzug müssten dann aber auch Bayern und Sachsen ihr Gebiet erweitern dürfen.
- Österreichs Botschafter Metternich sah einen möglichen Anreiz für Frankreich darin, dass Frankreich Belgien annektiert und der belgische König dafür ein neues Königreich im deutschen Rheinland erhält.[1]

Die Reaktion Frankreichs auf diese österreichischen Vorschläge war kühl. Seinerseits war Preußen sehr skeptisch, als es auf indirektem Wege einen Vorschlag Napoleons III. erhielt: Frankreich würde Preußen unterstützen, wenn es dafür die Rheinlande erhielt. Nur so, glaubte Napoleon, könne er die französische Öffentlichkeit für seinen Plan gewinnen. Ein Verlust des Rheinlands war aber aus preußischer Sicht ganz unmöglich, allein schon des nationalen Gefühls in Deutschland wegen.
So kam Frankreich auf seinen Kongressvorschlag zurück, den es gemeinsam mit Großbritannien und Russland unterbreiten wollte. Frankreich wollte auf einem europäischen Kongress die Venetien-Frage, die Schleswig-Holstein-Frage und die Deutsche Frage behandeln lassen, ohne Gewinn für sich, um den Frieden zu erhalten. Demnach sollten Preußen und Italien Österreich Geld für Venetien geben, mit diesem Geld würde Österreich Gebiete des Osmanischen Reiches erwerben. Schleswig-Holstein solle einfach preußisch werden. Eine Reform des Deutschen Bundes stellte Napoleon sich so vor, dass Preußen den Norden und Österreich den Süden dominieren würde.
Österreich lehnte aber einen Kongress ab, auf dem über Gebietsänderungen diskutiert werden würde. Auf Venetien könne Österreich nicht verzichten, ohne seinen Status als Großmacht zu verlieren. Es gäbe (außer Schlesien) kein Gebiet, das wertvoll genug zum Austausch wäre, und eine Geldzahlung wäre unehrenhaft. Bei den österreichisch-französischen Verhandlungen im Juni 1866 erreichte Österreich folgendes Ergebnis: Im Kriegsfall würde Frankreich neutral bleiben. Österreich würde Venetien nur abtreten, wenn es den Krieg gewinnt. Napoleon ging gern darauf ein, denn wenn Österreich verlieren sollte, würde es Venetien sowieso (an Italien) abtreten müssen. Am 12. Juni wurde schließlich der Vertrag unterzeichnet und durch mündliche Absprachen erweitert.

## Inhalt
Der Geheimvertrag und die mündlichen Absprachen sicherten Österreich zu, dass Frankreich neutral bleiben würde, wenn es zum Krieg im Deutschen Bund käme. Frankreich würde sich auch darum bemühen, Italien zur Neutralität zu bewegen.
Dafür musste Österreich zahlreiche Gegenleistungen und Ansprüche Frankreichs akzeptieren:
- Sollte Österreich gegen Preußen siegen, muss es Venetien an Frankreich übertragen. Venetien wäre dann zur Verhandlungsmasse zwischen Italien und Frankreich geworden.
- Sollte Österreich in Italien siegen, würde es den Status von Venetien nicht ändern, solange das Bündnis mit Frankreich besteht.
- Sollte es im Deutschen Bund dazu kommen, dass die Machtverhältnisse sich ändern, sei abgesprochen:
  - Frankreich würde österreichische Gebietsgewinne erlauben, solange der Deutsche Bund dadurch nicht unter die alleinige Vorherrschaft Österreichs kommt.
  - Österreich würde sich mit Frankreich absprechen, bevor es zu Gebietsveränderungen kommt, die das europäische Gleichgewicht der Mächte gestört hätten.
- Frankreich sollte weiterhin für den verbleibenden Kirchenstaat einstehen.
- Die Habsburger, die früher in italienischen Fürstentümern regiert hatten, sollten Entschädigungen außerhalb Italiens erhalten. Die Vertragspartner dachten dabei an Gebiete des preußischen Rheinlands.
- Mündlich wurde zusätzlich vereinbart: Das preußische Rheinland sollte ein „unabhängiger“ Staat werden. Unter „Unabhängigkeit“ war zu verstehen, dass der Rheinstaat durchaus Mitglied im Deutschen Bund bleiben konnte. Gleichzeitig ging man aber davon aus, dass so ein Staat de facto von Frankreich abhängig sein würde.

## Folgen
Noch im Juni brach der Deutsche Krieg aus. Österreich und seine Verbündeten standen nicht nur gegen Preußen im Feld, auch musste Österreich sich italienischer Angriffe erwehren. Als sich abzeichnete, dass der Krieg für Österreich schlecht lief, wies Wien seinen Botschafter Metternich in Paris an, einen Waffenstillstand mit Italien zu erreichen, den Frankreich vermitteln sollte. Wien wäre dabei zur Übergabe Venetiens bereit. Napoleon antwortete, dass er nur vermitteln würde, wenn es auch um den Krieg gegen Preußen ging. Er hatte Preußen nicht für so stark gehalten und fürchtete nun, dass Preußen alle Möglichkeiten eröffnet waren.
Ein Teil der französischen Regierung wollte Preußen verbieten, Gebiete zu erobern, und bereits Truppen an die französisch-preußische Grenze entsenden. Napoleon aber fürchtete die Reaktion der öffentlichen Meinung. Auch hatte er von Preußen und Italien erfahren, dass sie eine Vermittlung zumindest nicht sofort ablehnten. Er schlug Preußen vor, sich Sachsen einzuverleiben. Der sächsische König könnte dann ein neues Reich im Rheinland erhalten. Österreich solle kein deutsches Gebiet verlieren.
Das rasche Ende des Krieges im Deutschen Bund im Juli/August verhinderte, dass Napoleon weiter Einfluss auf die Ereignisse nehmen konnte. Wäre Napoleon nicht von Anfang an davon ausgegangen, dass Österreich siegen würde, hätte er gegenüber Preußen nachdrücklicher auf Gegenleistungen für die französische Neutralität bestanden. Das hatte er versäumt, so dass er später mit leeren Händen da stand.
Darauf bezieht sich das bekannte französische Schlagwort „Rache für Sadowa“: Der Deutsche Krieg war durch den preußischen Sieg in der Schlacht bei Königgrätz gewonnen worden, in Frankreich nach dem nahe gelegenen Sadowa benannt. In Frankreich empfand man, benachteiligt worden zu sein. Es entstand ein kalter Krieg zwischen Frankreich und Preußen, in dem Napoleon III. dauerhaft nach Gebietserwerbungen strebte.

## Bewertung
E. Ann Pottinger sieht den Vertrag in der Kontinuität napoleonischer Außenpolitik. Napoleon befürwortete das Nationalitätenprinzip, wie er es auch den Italienern und Preußen gegenüber dargestellt hatte. Außerdem wollte er das Nationalitätenprinzip an das Prinzip der Machtbalance anpassen. Er hoffte auf eigene Gebietsgewinne, bestand allerdings nicht darauf. Dabei musste er auch stets die öffentliche Meinung in Frankreich berücksichtigen. Nachdem Preußen auf Napoleons Vorschlag nicht eingegangen und die Kongress-Idee gescheitert war, blieb ihm nur noch der Vertrag mit Österreich. Dadurch wollte Napoleon sich einen Platz am Tisch der Friedensverhandlungen sichern, wobei es undeutlich blieb, welche Entscheidungen er dort letztlich treffen würde.
Österreich verletzte mit dem Geheimvertrag seine Pflichten gegenüber dem Deutschen Bund, urteilt Ernst Rudolf Huber. Außenpolitische Bündnisse dieser Art waren laut den Bundesverfassungsgesetzen verboten, weil sie nicht nur einen anderen Mitgliedsstaat (Preußen), sondern auch die Sicherheit des gesamten Bundes gefährdeten. Österreich erlaubte einem bundesfremden Staat (Frankreich) die Einmischung in deutsche Verhältnisse, gar Gebietsveränderungen. Vorzuwerfen sei Österreich vor allem die geplante Bildung eines unabhängigen Rheinstaats.
Allerdings ist zu berücksichtigen, dass Preußen schon am 8. April einen geheimen Allianzvertrag mit Italien abgeschlossen hatte. Dieser sah vor, dass Italien im Kriegsfall Österreich den Krieg erklären würde und dafür mit Venetien zu belohnen sei.

„Seit dem österreichisch-französischen Vertrag vom 12. Juni 1866 hatten die beiden deutschen Mächte sich gegenseitig in dieser Hinsicht nichts mehr vorzuwerfen. Sie hatten beide in dem entbrennenden Streit durch Abkommen mit fremden Staaten ihre Bundespflichten verletzt und die Bundesverfassung dem eigenen machtstaatlichen Interesse geopfert.“

## Belege
1. ↑  E. Ann Pottinger: Napoleon III and the German Crisis 1865–1866, Cambridge (Massachusetts): Harvard University Press, 1966, S. 112–114.
2. ↑  E. Ann Pottinger: Napoleon III and the German Crisis 1865–1866, Cambridge (Massachusetts): Harvard University Press, 1966, S. 120, 141.
3. ↑  E. Ann Pottinger: Napoleon III and the German Crisis 1865–1866, Cambridge (Massachusetts): Harvard University Press, 1966, S. 128 f., 141.
4. ↑  E. Ann Pottinger: Napoleon III and the German Crisis 1865–1866, Cambridge (Massachusetts): Harvard University Press, 1966, S. 142, 145–147.
5. ↑  Nach Ernst Rudolf Huber: Deutsche Verfassungsgeschichte seit 1789. Band III: Bismarck und das Reich. 3. Auflage, W. Kohlhammer, Stuttgart u. a. 1988, S. 529/530.
6. ↑  E. Ann Pottinger: Napoleon III and the German Crisis 1865–1866, Cambridge (Massachusetts): Harvard University Press, 1966, S. 142, 152–155.
7. ↑  E. Ann Pottinger: Napoleon III and the German Crisis 1865–1866, Cambridge (Massachusetts): Harvard University Press, 1966, S. 142, 160–169.
8. ↑  Allan Mitchell: Bismarck and the French Nation. Pegasus, New York 1971, S. 35 f.
9. ↑  E. Ann Pottinger: Napoleon III and the German Crisis 1865–1866, Cambridge (Massachusetts): Harvard University Press, 1966, S. 142, 149 f.
10. ↑  Ernst Rudolf Huber: Deutsche Verfassungsgeschichte seit 1789. Band III: Bismarck und das Reich. 3. Auflage, W. Kohlhammer, Stuttgart u. a. 1988, S. 530.
11. ↑  Ernst Rudolf Huber: Deutsche Verfassungsgeschichte seit 1789. Band III: Bismarck und das Reich. 3. Auflage, W. Kohlhammer, Stuttgart u. a. 1988, S. 531.